# Boris Kolyasnikov
Boris „Borya“ Kolyasnikov (russisch Борис Колясников; * 24. Januar 1989 in Nischni Tagil, Russische SFSR, Sowjetunion) ist ein belgischer Eishockeyspieler russischer Herkunft, der seit 2013 erneut beim IHC Leuven unter Vertrag steht und mit dem Klub seit 2015 in der belgisch-niederländischen BeNe League spielt.

## Karriere
Boris Kolyasnikov wurde in der Sowjetunion geboren und kam als Kind nach Belgien, wo er bereits als 13-Jähriger für die Liedekerke Lions in der National League debütierte. Mit dem Team vom Ufer der Dender stieg er 2004 in die belgischen Ehrendivision auf und im Folgejahr wieder ab. 2006 wechselte er zum Ehrendivisionisten Bulldogs de Liège und vor den Playoffs 2007 weiter zum IHC Leuven. Nachdem er seine Laufbahn von 2009 bis 2013 unterbrochen hatte, spielt er seit 2013 wieder für das Team aus der Provinz Flämisch-Brabant, das seit 2015 der belgisch-niederländischen BeNe League angehört.

### International
Für die belgische Nationalmannschaft spielte Kolyasnikov bei den Weltmeisterschaften 2014, 2016, 2018 und 2023 in der Division II.

## Auszeichnungen und Erfolge
- 2004 Aufstieg in die belgische Ehrendivision mit den Liedekerke Lions

## Statistik
(Stand: Ende der Spielzeit 2023/24)